# 8531 Mineosaito
8531 Mineosaito (1992 WX2) là một tiểu hành tinh vành đai chính được phát hiện ngày 16 tháng 11 năm 1992 bởi K. Endate và K. Watanabe ở Kitami.